# Thomas Matussek
Thomas Matussek (* 18. September 1947 in Lauda) ist ein ehemaliger deutscher Diplomat, der von 2002 bis 2006 Botschafter im Vereinigten Königreich, zwischen 2006 und 2009 Ständiger Vertreter Deutschlands bei den Vereinten Nationen in New York und zuletzt von 2009 bis 2011 Botschafter in Indien war.

## Leben
Nach dem Abitur nahm er ein Studium der Rechtswissenschaften und der Geschichte in Bonn und Paris auf. Matussek schlug nach dem 2. juristischen Staatsexamen eine Karriere als Diplomat ein. Von Juli 2006 bis November 2009 war er Ständiger Vertreter Deutschlands bei den Vereinten Nationen in New York City. Zuvor war er Leiter des Ministerbüros des damaligen Außenministers Klaus Kinkel, 1999 bis 2002 Leiter der Politischen Abteilung 3 im Auswärtigen Amt und danach bis 2006 deutscher Botschafter im Vereinigten Königreich. 
Irritationen im Auswärtigen Ausschuss des Deutschen Bundestages stiftete sein Angebot als deutscher UN-Botschafter bei den Vereinten Nationen, zur Unterstützung des Waffenstillstandes im Libanon den Einsatz von Grenzschützern für Patrouillen an der syrischen Grenze zu stellen. Ein entsprechendes Unterstützungsangebot war von der Bundesregierung offenbar nicht beabsichtigt.
2009 bis 2011 war er Botschafter der Bundesrepublik Deutschland in Indien in Neu-Delhi. Ende 2011 bis Ende 2012 war Thomas Matussek als Head of Public Affairs der Deutschen Bank tätig. 
Von Januar 2013 bis August 2016 war er Geschäftsführer der Alfred Herrhausen Gesellschaft (AHG), des internationalen Forums der Deutschen Bank. Aktuell ist Matussek als Senior Adviser beim international agierenden britischen Beratungsunternehmen Flint Global tätig.

## Mitgliedschaften
Matussek ist Präsidiumsmitglied der Deutschen Gesellschaft für die Vereinten Nationen, des Internationalen Wirtschaftssenats e. V. sowie im Steering Committee der Königswinter Konferenz. Für das Aspen Institute Deutschland wirkt er als stellvertretender Vorstandsvorsitzender. Er ist Mitglied des Vorstands im Foreign and Commonwealth Office und dem J. F. Kennedy Atlantic Forum. Zudem ist er förderndes Mitglied im Verein der Freunde-Haus der Kulturen der Welt e.V. und Mitglied der Deutsch-Britischen Gesellschaft.

## Sonstiges
Thomas Matussek hat vier Brüder. Einer ist der Journalist Matthias Matussek, der während Thomas Matusseks Amtszeit als Botschafter in London als Korrespondent des Nachrichtenmagazins Der Spiegel ebenfalls aus London berichtete. Ein weiterer Bruder, Peter Matussek, ist emeritierter Professor für Medienästhetik an der Universität Siegen. Er ist ein Neffe des Psychiaters Paul Matussek und des Biochemikers Norbert Matussek.
Er ist verheiratet und hat drei Kinder.